# J. E. Freeman
James E. Freeman (* 2. Februar 1946 in Brooklyn, New York; † 9. August 2014 in San Francisco, Kalifornien) war ein US-amerikanischer Schauspieler.

## Leben und Karriere
James E. Freeman machte seinen Schulabschluss an der Bishop Loughlin Memorial High School im Jahr 1964. Er diente in der United States Marine Corps und sollte im Vietnamkrieg kämpfen, teilte dann aber mit 22 Jahren seinen Vorgesetzten seine Homosexualität mit, woraufhin er aus der Marine entlassen wurde. 1969 war er Augenzeuge des Stonewall-Aufstands. In den frühen 1970ern wandte Freeman sich der Schauspielerei zu und studierte in den Shelton Studios bei San Francisco.
Nachdem Freeman einige Jahre als Theaterschauspieler gearbeitet hatte, zog er 1980 nach Los Angeles, um sich dort als Filmschauspieler zu etablieren – was ihm nach einigen Jahren in winzigen Rollen auch gelang. Sein Kinodebüt machte er als Abschleppfahrer in Der Gigant an der Seite von Chuck Norris. Bekannt wurde der hochgewachsene, dunkelhaarige Darsteller vor allem durch die Verkörperung von einschüchternden, hartgesottenen oder gar gewalttätigen Charakteren in Nebenrollen. Letzteres trifft auch auf zwei seiner bekanntesten Rollen zu, die er im Jahr 1990 spielte: In Wild at Heart von David Lynch war er als bösartiger Mobster Marcello Santos zu sehen, in Miller’s Crossing spielte er unter Leitung von Ethan und Joel Coen den brutalen Handlanger Eddie Dane. 1997 verkörperte er in Alien – Die Wiedergeburt den rücksichtslosen Wissenschaftler Dr. Mason Wren, der die von Sigourney Weaver dargestellte Ellen Ripley klonen will. Weitere bekannte Auftritte hatte Freeman in der schwarzen Komödie Die unglaubliche Entführung der verrückten Mrs. Stone (1986) als Serienkiller, in Die Stunde der Patrioten (1992) als bärtiger CIA-Agent Marty Cantor und in Go (1999) als wütender Besitzer eines Stripclubs.
Neben seiner Schauspielkarriere betätigte sich Freeman auch als Dichter und veröffentlichte seine Werke auch im Internet. Er zog sich Mitte der 2000er-Jahre nach fast 70 Film- und Fernsehrollen von der Schauspielerei zurück und verbrachte seinen Lebensabend in San Francisco. Seit Mitte der 1980er-Jahre war er HIV-positiv. Freeman starb im August 2014 im Alter von 68 Jahren, auf eigenen Wunsch wurde sein Tod allerdings erst drei Monate später öffentlich gemacht.

## Filmografie (Auswahl)
- 1973: Partners in Crime (Fernsehfilm)
- 1981: Der Gigant (An Eye for an Eye)
- 1985: Remington Steele (Fernsehserie, 1 Folge)
- 1985: Polizeirevier Hill Street (Hill Street Blues; Fernsehserie, 1 Folge)
- 1986: Die unglaubliche Entführung der verrückten Mrs. Stone (Ruthless People)
- 1986: Tramp – Mörder Unterwegs (Hard Traveling)
- 1987: MacGyver (Fernsehserie, 1 Folge)
- 1987: Ein Engel auf Erden (Highway to Heaven; Fernsehserie, 1 Folge)
- 1988: Der Couch-Trip (The Couch Trip)
- 1990: Wild at Heart – Die Geschichte von Sailor und Lula (Wild at Heart)
- 1990: Miller’s Crossing
- 1991: Selbstjustiz – Ein Cop zwischen Liebe und Gesetz (One Good Cop)
- 1991: Der Doktor – Ein gewöhnlicher Patient (The Doctor)
- 1992: Die Stunde der Patrioten (Patriot Games)
- 1992: Die Asse der stählernen Adler (Aces: Iron Eagle III)
- 1994: 2 Millionen Dollar Trinkgeld (It Could Happen to You)
- 1994: Tödliche Absichten (Mother’s Boys)
- 1994: The Last Days of Paradise
- 1995: Copykill (Copycat)
- 1997: Agent Null Null Nix (The Man Who Knew Too Little)
- 1997: Alien – Die Wiedergeburt (Alien: Resurrection)
- 1998: Dance with Me
- 1999: Go
- 2000: Unter falschem Namen (Auggie Rose)
- 2001: Emergency Room – Die Notaufnahme (ER; Fernsehserie, 1 Folge)
- 2003: Carolina – Auf der Suche nach Mr. Perfect (Carolina)
- 2003: 44 Minuten – Die Hölle von Nord Hollywood (44 Minutes: The North Hollywood Shootout; Fernsehfilm)
- 2003: New York Cops – NYPD Blue (Fernsehserie, 1 Folge)
- 2004: Tremors 4 – Wie alles begann (Tremors 4: The Legend Begins)
- 2007: Heartland (Fernsehserie, 1 Folge)